# Станислава Пак Станковић
Станислава Пак Станковић (Београд, 26. децембар 1971) српска је ТВ водитељка и бивша саветница председника Републике Србије Томислава Николића.

## Биографија
Рођена је 26. децембра 1971. године у Београду. По завршетку Средње балетске школе „Лујо Давичо“ и средње „Правно Биротехничке школе“, 1990. године уписује права на Правном факултету Универзитета у Београду. На њему 1994. стиче звање дипломираног правника. Специјализирала је медијско право у Центру за компаративно медијско право и политику на Центру за социјално-правне студије Универзитета у Оксфорду.
Од 1989. до 1996. године радила је у редакцији забавног програма Радио-телевизије Србије, као водитељ емисија ТВ слагалица, 7 ТВ дана и Лото. Године 1996. прелази у редакцију информативног програма где ради као новинар и водитељ, а од 2000, када је главни и одговорни уредник информативног програма била Гордана Суша, постаје и уредник „Дневника“ на Радио-телевизији Србије.
Од 2001. до 2004. године била је у Комерцијалној банци на позицији шефа кабинета и портпарола банке.
Од 2004. до 2010. године била је запослена у КБЦ Банци на функцији директора комуникација.
Године 2009. придружила се Српској напредној странци. Била је члан главног одбора и Савета за међународно сарадњу.
Од 2010. до 2012. године радила је у компанији Securitas SE на функцији директора продаје.
Од јуна 2012. налазила се на позицији шефа прес-службе, а од 2013. и саветнка председника Републике Србије.
У мају 2023. напушта Српску напредну странку, критикује председника Александра Вучића и позива грађане да не долазе на митинг СНС-а 26. маја. Септембра 2023. заједно са Зораном Михајловић и Драганом Шормазом оснива покрет Увек за Србију.

## Лични живот
Станислава Пак Станковић поред матерњег српског течно говори енглески, немачки и француски језик.
Удата је за Оливера Станковића и мајка је двоје деце — Еме и Виктора.